# گرین کوو اسپرینگز (فلوریدا)
گرین کوو اسپرینگز (به انگلیسی: Green Cove Springs) شهری در شهرستان کلی ایالت فلوریدا است که در سال ۱۸۷۴ بنیان‌گذاری شده‌است. این شهر طبق سرشماری سال ۲۰۱۰ میلادی، ۶٬۹۰۸ نفر جمعیت داشته و مساحت آن نیز ۲۴٫۵ کیلومتر مربع است.